# Ханафорд (Илиноис)
Ханафорд (енгл. Hanaford) град је у америчкој савезној држави Илиноис.

## Демографија
По попису из 2010. године број становника је 327, што је 272 (494,5%) становника више него 2000. године.
| Група             | 2000.       | 2010.       |
| Белци             | 55 (100,0%) | 320 (97,9%) |
| Афроамериканци    | 0 (0,0%)    | 0 (0,0%)    |
| Азијати           | 0 (0,0%)    | 1 (0,3%)    |
| Хиспаноамериканци | 0 (0,0%)    | 0 (0,0%)    |
| Укупно            | 55          | 327         |